# Vicolongo
Vicolongo (in latino Vicus Longus) fu un villaggio medievale situato nel territorio dell'attuale comune di Novi di Modena, al confine con la frazione di San Giovanni di Concordia sulla Secchia, in provincia di Modena.
Le tracce dell'insediamento medievale fortificato andarono perdute già nel XIV secolo, fino al fortunoso ritrovamento di importanti resti archeologici a partire dal 1991. La sottoposizione a vincolo archeologico ha causato lo spostamento del progetto del tracciato dell'Autostrada Regionale Cispadana.

## Storia
Il toponimo è documentato per la prima volta in un documento dell'anno 841, quando Griniberto dona alla chiesa di San Prospero di Reggio Emilia beni di sua proprietà posti "in salto Bonetia in loco ubi dicitur Vico longo sito in plebe Sancti Stefani". Il luogo è citato in altri documenti datati 878 e 884.
Il villaggio fortificato, insieme all'antica pieve di Santo Stefano (documentata almeno fino al 1188 e di cui rimane l'antico nome nella strada sterrata alberata e in varie aziende agricole della zona), viene citato nel diploma del 911 del re d'Italia Berengario I con cui si autorizzò il vescovo Pietro di Reggio Emilia (900-915) a costruire un castrum circondato da un fossato, esentandolo dall'autorità di tutti i duchi, conti e ministri della repubblica.
Nel 1287 Alberto della Scala distrusse il villaggio di Vicolongo, ricostruito poco dopo. Tuttavia già alla fine del XIV secolo la città, divenuta villa, cadde sempre più in declino, fino a perdersene completamente traccia nell'età moderna: l'ultima menzione di questo luogo fortificato risale infatti all'anno 1361 e nell'anno 1387 risultava già smantellato. Nel 1396 venne completata la chiesa di San Paolo a Concordia sulla Secchia, che prese il posto della pieve di Santo Stefano.

## Riscoperta
Notizie dell'antico castello di Santo Stefano furono riportate da Antonio Ludovico Muratori e Girolamo Tiraboschi, mentre nel 1833 il carpigiano Policarpo Guaitoli individuò il sito sul lembo orientale della Villa di Novi, a circa mezzo miglio a nord del casino di Casa Vellani, nel luogo chiamato Il Castellazzo, all'epoca coperto di rottami e altre macerie.
Nel 1991, grazie ai progressi della tecnologia agraria, gli aratri moderni dotati di lame più profonde iniziarono a riportare alla luce diversi reperti archeologici di epoca altomedievale (ceramiche, monete e oggetti di metallo) dello scomparso castrum, posto su un paleoalveo del Crostolo che collegava Reggio Emilia a Ferrara.
In seguito all'approvazione del progetto dell'Autostrada Regionale Cispadana, parte un'importante campagna di scavi archeologici che conferma la presenza dell'insediamento fortificato a pianta quadrangolare, con un terrapieno difensivo largo trenta metri, delimitato da due fossati di dieci e di sei metri.
A seguito dell'importante scoperta archeologica, il 18 gennaio 2016 la Soprintendenza archeologica pone il vincolo di "sito di interesse particolarmente importante" ai sensi del Codice dei Beni Culturali e del Paesaggio, costringendo così i progettisti a spostare il tracciato autostradale.